# Güner Yasemin Balcı

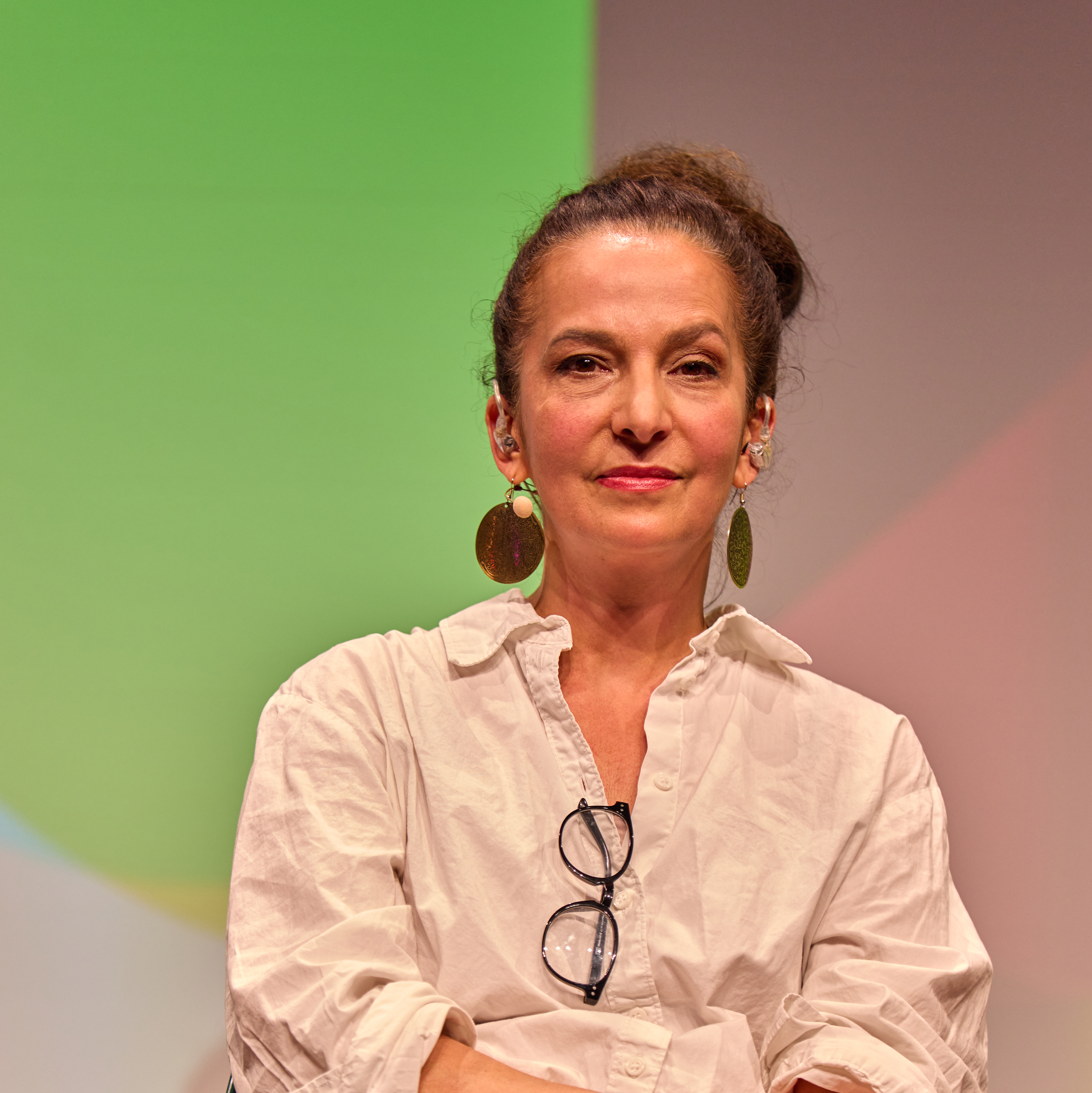
Güner Y. Balcı, 2025

Güner Yasemin Balcı (anhörenⓘ * 9. Februar 1975 in West-Berlin) ist eine deutsche Journalistin, Schriftstellerin und Dokumentarfilmerin. Im August 2020 wurde sie Integrationsbeauftragte von Berlin-Neukölln.

## Leben und Arbeit (Bücher und Filme)
Balcıs Eltern stammen aus der Türkei und gehören der Volksgruppe Zaza an. Sie kamen in den 1960er-Jahren als Gastarbeiter nach Deutschland. Balcı wurde in Berlin-Neukölln geboren und wuchs dort auch auf. Sie wurde alevitisch erzogen; so trugen sie und die Frauen ihrer Familie kein Kopftuch.
Nach dem Abitur studierte sie zunächst Erziehungs- und Literaturwissenschaften. Anschließend arbeitete sie zeitweise in einem Modellprojekt zur Gewalt- und Kriminalprävention im Rollbergviertel, einem sozialen Brennpunkt Neuköllns, und in einem Mädchentreff für Jugendliche aus türkischen und arabischen Familien.
Als freie Journalistin und Fernsehautorin befasst sie sich in Berichten und Reportagen unter anderem für die Zeit, Spiegel Online und Panorama kritisch mit der Situation von Migranten in der deutschen Gesellschaft. Bis Ende 2008 war sie beim ZDF für das Fernsehmagazin frontal21 als Fernsehredakteurin tätig.
Im September 2008 erschien im S. Fischer Verlag ihr Debütroman Arabboy – Eine Jugend in Deutschland oder das kurze Leben des Rashid A., der von Spiegel Online als „Milieu-Roman“ etikettiert wurde. Er wurde unter anderem in der Süddeutschen Zeitung, der Frankfurter Allgemeinen Zeitung und der taz ausführlich besprochen. Balcı wurde auch im Deutschlandfunk und im Rahmen der Frankfurter Buchmesse zu ihrem Buch interviewt.
Die Regisseurin Nicole Oder adaptierte und führte den Roman noch im Jahr seiner Veröffentlichung für das Theater auf. Das Stück Arabboy wurde am 29. Mai 2009 im Berliner Heimathafen Neukölln uraufgeführt.
Eine Bühnen-Adaption von Balcıs zweitem Buch ArabQueen oder der Geschmack der Freiheit hatte im November 2010 unter dem Titel Arabqueen oder das andere Leben wiederum im Heimathafen Neukölln Premiere. Im Roman, der dem Stück zugrunde liegt, wird das Leben von Mariam beschrieben, die aus einem streng muslimischen Elternhaus stammt. Anders als ihren Brüdern werden ihr dort kaum Freiheiten zugestanden, was zu einem Doppelleben zwischen den Kulturen führt.
Im Juli 2010 sendete die ARD die Dokumentation Kampf im Klassenzimmer, die von Balcı und Nicola Graef gedreht wurde. 2012 wurde Balcı zusammen mit Nicola Graef mit dem Civis-Fernsehpreis für die Reportage Tod einer Richterin – Auf den Spuren von Kirsten Heisig der WDR-Fernsehreihe Menschen hautnah ausgezeichnet. Im Dezember 2015 wurde auf arte ihr Film Der Jungfrauenwahn gezeigt, für den sie 2016 den Bayerischen Fernsehpreis erhielt, weil es ihr darin nach Meinung der Jury gelang, „für die Freiheit und Selbstbestimmung der Frau einzutreten, gleichzeitig den Schutz des Privaten zu wahren und die Voraussetzungen für eine moderne und zeitgemäße Gesellschaft unterschiedlicher Kulturen einzufordern.“
Im Herbst 2019 wurde ihre Dokumentation Die große Reise – Seyran Ateş und der Weg zu einem reformierten Islam im ZDF gesendet. Dafür begleitete Balcı die erste deutsche Imamin Seyran Ateş eineinhalb Jahre beim Aufbau der liberalen Ibn-Rushd-Goethe-Moschee in Berlin.
Balcı ist Gründungsmitglied des 2015 gegründeten Muslimischen Forums Deutschland. Im August 2020 wurde Balcı Integrationsbeauftragte im Berliner Bezirk Neukölln.
Am 4. Juni 2024 wurde im ZDF der Dokumentarfilm Die Nummer auf meinem Arm Albrecht Weinberg und seine Geschichte von Güner Balcı und Jesco Denzel über das Leben des KZ-Überlebenden Albrecht Weinberg gesendet.

## Audio
- Wie die Integrationsbeauftragte den Judenhass unter Einwanderern erlebt, 24.54 Minuten Audio-Version Gespräch mit Sebastian Engelbrecht, Deutschlandfunk Kulturfragen 14. April 2024

## Bücher
- Arabboy – Eine Jugend in Deutschland oder das kurze Leben des Rashid A. 2. Auflage, Fischer, Frankfurt am Main 2008, ISBN 978-3-10-004813-4.
- ArabQueen oder der Geschmack der Freiheit. Fischer, Frankfurt am Main 2010, ISBN 978-3-10-004814-1.
- Aliyahs Flucht: oder Die gefährliche Reise in ein neues Leben. 1. Auflage, S. Fischer, Frankfurt am Main 2014, ISBN 978-3-10-004816-5.
- Das Mädchen und der Gotteskrieger. 1. Auflage, S. Fischer, Frankfurt am Main 2016, ISBN 978-3-10-002489-3.
- Denk mal! 2017, Anregungen von Harald Welzer, Güner Yasemin Balci, Nils Minkmar, Ahmad Mansour, Byung-Chul Han u. a., Fischer Taschenbuch 28. Juli 2016, ISBN 978-3-596-03690-5
- Heimatland: Zähne zeigen gegen die Feinde der Demokratie 1. Auflage, Berlin Verlag, Berlin 2025, ISBN 978-3-82-701525-9

## Auszeichnungen
- 2011: LesePeter, der Jugendbuch-Preis der GEW für ArabQueen oder der Geschmack der Freiheit[26]
- 2012: Civis-Fernsehpreis (zusammen mit Nicola Graef)[27]
- 2016: Bayerischer Fernsehpreis und Juliane-Bartel-Medienpreis als Autorin und Regisseurin des Dokumentarfilms Der Jungfrauenwahn (ZDF/ARTE)